# Straight Up Sewaside
Straight Up Sewaside – drugi studyjny album amerykańskiej grupy hip-hopowej Das EFX.

## Lista utworów
1. "Intro" - 0:38
2. "Undaground Rappa" - 4:01
3. "Gimme Dat Micraphone" - 3:16
4. "Check It Out" - 3:55
5. "Interlude" - 0:30
6. "Freakit" - 3:18
7. "Rappaz" - 4:22
8. "Interview" - 1:29
9. "Baknaffek" - 3:33
10. "Kaught In Da Ak" - 4:51
11. "Wontu" - 2:55
12. "Krazy Wit Da Books" - 3:57
13. "It'z Lik Dat" - 3:30
14. "Host Wit Da Most [Rappaz Remix]" - 3:32